# Cascine Gandini
Cascine Gandini (Casine Gandine in dialetto cremasco) è una frazione del comune lombardo di Palazzo Pignano.

## Storia
La località è un piccolo borgo agricolo di antica origine, appartenente al territorio cremasco. Il toponimo era in origine Cassine Gandine.
In età napoleonica (1810-16) fu frazione di Scannabue, recuperando l'autonomia con la costituzione del Regno Lombardo-Veneto. Nel 1817 fu aggregato a Cassine Gandine il comune di Cassine Capre con Ronchi.
All'Unità d'Italia (1861) il comune contava 523 abitanti. Nel 1929 Cassine Gandine venne aggregata al comune di Palazzo Pignano.